# 13380 Yamamohammed
13380 Yamamohammed (1998 WQ11) là một tiểu hành tinh vành đai chính được phát hiện ngày 21 tháng 11 năm 1998 bởi nhóm nghiên cứu tiểu hành tinh gần Trái Đất phòng thí nghiệm Lincoln ở Socorro.